# Sondervermögen Bundeswehr
Das Sondervermögen Bundeswehr (SVermBw; vereinzelt werden auch die Begriffe Sonderbudget, Sonderfonds oder 100-Milliarden-Programm verwendet) ist in Deutschland ein Finanzierungsinstrument des Bundes ausschließlich für die Bundeswehr mit eigener Kreditermächtigung in Höhe von einmalig bis zu 100 Milliarden Euro (Art. 87a Abs. 1a GG). Mit Hilfe des Sondervermögens sollen im mehrjährigen Durchschnitt von maximal fünf Jahren 2 % des Bruttoinlandsprodukts für Verteidigungsausgaben nach NATO-Kriterien bereitgestellt werden (§ 1 Abs. 1, Abs. 2 BwFinSVermG). Es hat den Zweck, die Bündnis- und Verteidigungsfähigkeit zu stärken und soll ab dem Jahr 2022 der Finanzierung bedeutsamer Ausrüstungsvorhaben der Bundeswehr, insbesondere komplexer überjähriger Maßnahmen, dienen (§ 2 BwFinSVermG).
Im Juni 2022 änderten Bundestag und Bundesrat den Art. 87a des Grundgesetzes und schufen mit dem Gesetz zur Finanzierung der Bundeswehr und zur Errichtung eines „Sondervermögens Bundeswehr“ und zur Änderung der Bundeshaushaltsordnung, einen schuldenfinanzierten Schattenhaushalt der von der Kreditobergrenze der Schuldenbremse ausgenommen ist, zur Behebung eines u. a. von der Bundeswehr selbst konstatierten Investitionsstaus. Das Statistische Bundesamt spricht in seiner volkswirtschaftlichen Gesamtrechnung von Extrahaushalten. Nach Einschätzung von Bundeskanzler Olaf Scholz markiert dieses Gesetz „die weitreichendste Wende in der deutschen Sicherheitspolitik seit Gründung der Bundeswehr im Jahr 1955“.

## Hintergrund

### Zeitenwende-Rede
Am 24. Februar 2022 begannen russische Streitkräfte auf Befehl von Staatspräsident Putin einen völkerrechtswidrigen Angriffskrieg auf die Ukraine. Am Sonntag, 27. Februar 2022 fand eine „historische“ (Hanno Kube) Sondersitzung des Deutschen Bundestages statt. Bundeskanzler Olaf Scholz gab dabei eine Regierungserklärung zur aktuellen Lage ab, in der er eine – wie die Deutsche Gesellschaft für auswärtige Politik feststellte – „radikale Neuausrichtung der deutschen Sicherheits- und Außenpolitik“ ankündigte.
Nach der Aussprache stimmten die Abgeordneten über folgende Entschließungsanträge ab:
- Antrag der Fraktionen SPD, CDU/CSU, Bündnis 90/Die Grünen und FDP[13]
- Antrag der Fraktion Die Linke[14]
- Antrag der Abgeordneten Petr Bystron u. a. und der AfD-Fraktion[15]
- Antrag der Abgeordneten Rüdiger Lucassen u. a. und der AfD-Fraktion[16]

In Bezug auf das geplante Sondervermögen wurde die Bundesregierung in dem gemeinsamen Antrag von SPD, CDU/CSU, Bündnis 90/Die Grünen und FDP aufgefordert, „die Modernisierung der Bundeswehr mit dem Ziel voll ausgestatteter und voll einsatzbereiter Streitkräfte weiter voranzutreiben, bestehende Fähigkeitslücken umgehend zu schließen und die notwendigen finanziellen Ressourcen dafür zeitnah und langfristig bereitzustellen“. Eine weitere Forderung richtete sich darauf „die NATO-Fähigkeitsziele in enger Abstimmung mit unseren Partnern zu erfüllen und entsprechend zeitnah in die Bundeswehr zu investieren und ebenso die Bereiche der Diplomatie, der Humanitären Hilfe, der Entwicklungszusammenarbeit zu stärken“.
Dagegen hieß es in dem Antrag der Fraktion Die Linke, von Waffenlieferungen und der Entsendung weiterer Truppen der Bundeswehr sei abzusehen, „da sie ein weiterer Schritt in einer Aufrüstungsspirale Europas sind“.
In den Anträgen der AfD wurde keine Aussage zum Sondervermögen getroffen. Im ersten Antrag wurde die Bundesregierung u. a. aufgefordert, „Deutschlands Veto einer NATO-Mitgliedschaft der Ukraine von 2008“ zu erneuern. Im zweiten Antrag wurde die „Reaktivierung der allgemeinen Wehrpflicht“ gefordert.
Beschlossen wurde der gemeinsame Entschließungsantrag der Fraktionen von SPD, CDU/CSU, Bündnis 90/Die Grünen und FDP. Die Fraktionen Die Linke und AfD votierten dagegen; es gab zwei Enthaltungen (ein fraktionsloser Abgeordneter, ein Abgeordneter der AfD). Keine Mehrheiten fanden die Anträge von AfD und Die Linke.
Die Abgeordneten Amira Mohamed Ali, Jan Korte, Susanne Hennig-Wellsow und Janine Wissler (alle Die Linke) gaben eine schriftliche Erklärung nach § 31 der Geschäftsordnung des Deutschen Bundestages zu Protokoll, in der sie den Überfall Russlands auf die Ukraine verurteilten, die Einrichtung eines Sondervermögens aber ablehnten. Sie schrieben, „einer grundgesetzlich festgelegten Aufrüstung Deutschlands“ müsse eine klare Absage erteilt werden.

### Argumentationspapier des Verteidigungsministeriums
Der Spiegel äußerte in seinem Online-Dienst vom 1. März 2022 die Vermutung, dass ein Sondervermögen „schon länger diskutiert“ worden sei. Er verweist dabei auf ein „vertrauliches, sechsseitiges Argumentationspapier“, in dem auch konkrete Beschaffungsprojekte benannt worden seien.
Ein von der Open Knowledge Foundation unter Bezugnahme auf das Informationsfreiheitsgesetz (IFG) am 29. März 2022 beantragter Zugang zu diesem Papier wurde vom Bundesministerium der Verteidigung am 23. Juni 2022 abgelehnt. Begründet wurde dies mit dem Hinweis darauf, dass das Argumentationspapier „zum materiellen Geheimschutz (Verschlusssachenanweisung – VSA) als Verschlusssache mit dem Geheimhaltungsgrad „VS-NUR FÜR DEN DIENSTGEBRAUCH“ (VS-NfD) eingestuft“ worden sei.

## Mittelbewilligung
Das Bundeskabinett verabschiedete in seiner 13. Sitzung am 16. März 2022 zwei Gesetzentwürfe:
- Gesetzentwurf zur Änderung des Grundgesetzes (Artikel 87a)
- Gesetzentwurf zur Errichtung eines „Sondervermögens Bundeswehr“ (Bundeswehrsondervermögensgesetz – BwSVermG). Die Regierungsentwürfe waren zuvor vom Bundesministerium der Finanzen (Grundgesetzänderung und Errichtungsgesetz) und dem Bundesministerium des Innern und für Heimat (Grundgesetzänderung) erarbeitet worden.[25]

Anlässlich der Generaldebatte zum Haushaltsgesetz 2022 am 23. März 2022 im Bundestag nannte Bundeskanzler Scholz vier Ziele, die mit dem Sondervermögen erreicht werden sollen:
1. Zweckbindung für die Bündnis- und Verteidigungsfähigkeit,
2. Sicherung einer langfristigen Planung,
3. Tragfähigkeit der Finanzen (Schuldenbremse, Maastricht-Kriterien) und
4. keine Belastung anderer Politikfelder (Klima, Arbeitsplätze, Energie, Renten, Gesundheitssystem).[26]

Der Bundesrechnungshof kritisierte in einem Bericht an den Haushaltsausschuss des Bundestages vom 14. April 2022 die Einrichtung eines Sondervermögens. Nach seiner Auffassung handele es sich bei den hieraus geplanten Ausgaben um eine Kernaufgabe der Bundeswehr, die auch „in den Kernhaushalt, nicht in ein Sondervermögen“ gehören würde. Trotz des Sondervermögens müsse das Bundesverteidigungsministerium unverändert Prioritäten bei den Ausgaben setzen. Hierbei sollten „Vorhaben und Maßnahmen, die der Einsatzbereitschaft unmittelbar dienen, […] Priorität haben“. Der Bericht weist auch darauf hin, dass die aus dem Sondervermögen anfallenden Tilgungs- und Zinsausgaben nicht im Bundeshaushalt berücksichtigt seien.

### Bundesrat (Vorberatung)
Gemäß Artikel 76 Absatz 2 Grundgesetz wurden die Vorlagen zunächst vom Bundesrat in seiner Sitzung am 8. April 2022 beraten.
In seiner Stellungnahme zum Errichtungsgesetz stellte der Bundesrat fest, „dass für die erfolgreiche Modernisierung der Bundeswehr eine Beschleunigung des Beschaffungswesens von größter Bedeutung“ sei.
Mittelfristig müsse das Beschaffungswesen grundlegend reformiert werden.
Zur geplanten Grundgesetzänderung gab der Bundesrat keine Stellungnahme ab.

### Bundestag
Die beiden Regierungsentwürfe wurden im Bundestag in erster Lesung am 27. April 2022 beraten.
- Das Errichtungsgesetz regelt – wie es in der Begründung heißt – „die Errichtung eines Sondervermögens zur Finanzierung insbesondere komplexer überjähriger Maßnahmen zur Stärkung der Bündnis- und Verteidigungsfähigkeit und zur Ertüchtigung der Bundeswehr. Das Gesetz soll für diese Vorhaben eine hinreichende Planungs- und Finanzierungssicherheit gewährleisten.“ Ausdrücklich wird auf die sicherheitspolitischen Ziele, Interessen und Prioritäten Deutschlands verwiesen, wie sie im Weißbuch 2016 der Bundesregierung definiert worden seien. Hierfür benötige „die Bundeswehr in breites und modernes sowie innovationsorientiertes Fähigkeitsspektrum“. Dies wiederum erfordere ressortübergreifend „insbesondere die Finanzierung hochkomplexer und/oder multinational zu realisierender Großvorhaben mit großen Finanzvolumina“. Es wird betont, dass die Ausgaben des Sondervermögens auf das Zwei-Prozent-Ziel der NATO (Nordatlantikvertrag, Artikel 3, nach dem NATO-Gipfel 2014) für die Verteidigungsausgaben seiner Mitgliedsstaaten anzurechnen seien.[34] Die Einnahmen und Ausgaben des Sondervermögens sollen in einem Wirtschaftsplan dargestellt werden.[35] Zur ersten Lesung des Gesetzes lag der Wirtschaftsplan für das Haushaltsjahr 2022 noch nicht vor;[36] dieser wurde erst zur Beratung des Haushaltsausschusses am 1. Juni 2022 nachgereicht.[37]
- Die angestrebte Änderung des Grundgesetzartikels 87a wird damit begründet, dass die „Finanzierungsaufgabe sehr umfangreich und von längerer Dauer“[38] sein werde. Es solle „mit dieser Entscheidung das Signal gegeben werden, dass die mittel- bis langfristige Ertüchtigung der Bundeswehr auf Basis einer dauerhaft gesicherten Finanzierungsgrundlage und damit international sichtbar und glaubwürdig umgesetzt werden wird“.[39] Weiterhin wird darauf verwiesen, dass das Finanzierungsvolumen im Rahmen der Schuldenbremse nicht zu realisieren sei, diese aber gleichzeitig auch nicht in Frage gestellt werden dürfe. Deshalb solle der Bund mit der Grundgesetzänderung ermächtigt werden, ein Sondervermögen mit einer eigenen Kreditermächtigung in Höhe von bis zu 100 Milliarden Euro zu errichten. Diese Kreditermächtigung wird ausdrücklich von den Kreditobergrenzen der Schuldenbremse ausgenommen.[7]

Für eine Änderung des Grundgesetzes ist eine Zweidrittel-Mehrheit sowohl im Bundestag als auch im Bundesrat erforderlich.
Bei einer öffentlichen Expertenanhörung des Haushaltsausschusses am 9. Mai 2022 wurden die Gesetzentwürfe sehr unterschiedlich bewertet.
- Julia Berghofer European Leadership Network (ELN), Rüdiger Wolf (Staatssekretär a. D.) und Generalleutnant Markus Laubenthal (Stellvertreter des Generalinspekteurs der Bundeswehr) unterstrichen dabei, dass das Sondervermögen die derzeitigen Fähigkeitslücken der Bundeswehr schließen würde. Annette Lehnigk-Emden (Bundesamt für Ausrüstung, Informationstechnik und Nutzung der Bundeswehr) betonte die Notwendigkeit einer weiteren Anpassung des Vergaberechts. Ulrich Hufeld (Helmut-Schmidt-Universität (UniBw) Hamburg schlug vor, die geplante neue Verfassungsnorm dahingehend zu konkretisieren, dass ausschließlich Ausrüstungsvorhaben aus dem Sondervermögen finanziert werden dürften.
- Dagegen hielt Dirk Meyer (Helmut-Schmidt-Universität (UniBw) Hamburg) ein Sondervermögen für den falschen Weg. Damit werde gegen die Haushaltsgrundsätze der Einheitlichkeit, Klarheit und Jährlichkeit verstoßen. Christian Mölling (Deutsche Gesellschaft für Auswärtige Politik) wies darauf hin, dass ein Wirtschaftsplan mit Zeit- und Kostenabschätzung für die Rüstungsprojekte vorliegen solle, bevor der Bundestag dem Gesetz zur Errichtung des Sondervermögens zustimmen könne.
- Entschieden gegen das Sondervermögen wandte sich Ingar Solty (Rosa-Luxemburg Stiftung). Es mache „die Welt nicht sicherer und friedlicher, es gefährdet die Demokratie, wird Sozialabbau nach sich ziehen und entfremdet Mittel, die dringend für den sozialökologischen Umbau gebraucht werden“[42]
- Die drei zur Anhörung geladenen Staatsrechtler beschäftigten sich vor allem mit der verfassungsrechtlichen Zulässigkeit der Gesetzentwürfe. Während Alexander Thiele (BSP Business and Law School – Hochschule für Management und Recht, Berlin) und Christian Waldhoff (Humboldt-Universität zu Berlin) keine Bedenken äußerten, hielt Joachim Wieland (Deutsche Universität für Verwaltungswissenschaften Speyer) eine Grundgesetzänderung für nicht erforderlich.

In einem weiteren Bericht des Bundesrechnungshofes an den Haushaltsausschuss vom 12. Mai 2022 wurde noch einmal ausdrücklich betont, dass die Finanzierung der Bundeswehr eine Kernaufgabe darstelle und deshalb in den Kernhaushalt gehöre. „Das Signal einer gesicherten Finanzierungsgrundlage ließe sich auch mit deutlich erhöhten Ausgabe- und Verpflichtungsermächtigungen im Einzelplan 14, erhöhten Ansätzen im Finanzplan sowie Erklärungen der Bundesregierung und Beschlüssen des Deutschen Bundestages setzen. Für das originäre Ziel einer schnell einsatzbereiten Bundeswehr hätte es des Sondervermögens nicht bedurft“, heißt es in dem Bericht wörtlich. Der Bundesrechnungshof sieht außerdem „das Risiko, dass dieses Instrument auf weitere Politikbereiche übertragen und ausgeweitet wird“.
Der Haushaltsausschuss machte in seiner Sitzung vom 1. Juni 2022 den Weg für die Gesetzesvorhaben mit Änderungen frei. „Die vom Ausschuss angenommenen Änderungen gehen auf eine Absprache zwischen der Koalition und der Union zurück. Die Fraktionen brachten die Änderungsanträge gemeinsam ein.“
- Der Gesetzentwurf zur Grundgesetzänderung wurde nur geringfügig geändert. Danach soll im Grundgesetz nun klargestellt werden, dass das Sondervermögen „für die Bundeswehr“ eingerichtet werden kann. Im ursprünglichen Entwurf fehlte dieser Zusatz.[46]
- Umfassender änderte der Ausschuss den Entwurf für das Sondervermögen. Die Gesetzentwürfe in geänderter Fassung nahm der Haushaltsausschuss jeweils mit Stimmen von SPD, Bündnis 90/Die Grünen und FDP sowie von CDU/CSU an. AfD und Die Linke stimmten gegen die Vorlagen.[47]

Der Bundestag beschloss auf dieser Basis die Grundgesetzänderung und das Sondervermögen in 2. und 3. Lesung in seiner Sitzung am 3. Juni 2022.
- Die Abstimmung zur Grundgesetzänderung erfolgte namentlich und ergab folgendes Ergebnis: abgegebene Stimmen 684, davon mit Ja 568, Nein 96, Enthaltungen 20.[48] Für die Annahme war die notwendige Zweidrittel-Mehrheit (491 Stimmen)[49] damit erreicht.

| Fraktion              | Mitglieder | Ja  | Nein | Enthaltungen | Nicht abgegebene Stimmen |
| --------------------- | ---------- | --- | ---- | ------------ | ------------------------ |
| SPD                   | 205        | 191 | 8    | 0            | 6                        |
| CDU/CSU               | 197        | 175 | 1    | 0            | 21                       |
| Bündnis 90/Die Grünen | 118        | 106 | 5    | 0            | 7                        |
| FDP                   | 92         | 88  | 0    | 0            | 4                        |
| AfD                   | 80         | 6   | 48   | 19           | 7                        |
| Die Linke             | 39         | 0   | 34   | 0            | 5                        |
| fraktionslos          | 4          | 2   | 0    | 1            | 1                        |

- 19 Abgeordnete haben schriftliche Erklärungen nach § 31 der Geschäftsordnung des Bundestages abgegeben und darin ihre – z. T. zur jeweiligen Fraktionsmehrheit abweichende – Position begründet: 14 Abgeordnete von Bündnis 90/Die Grünen,[51] drei Abgeordnete der AfD und zwei Abgeordnete der SPD.[52]
- Die Abstimmung über den Gesetzentwurf zur Errichtung des Sondervermögens erfolgte auf Antrag der Fraktion Die Linke ebenfalls namentlich und ergab folgendes Ergebnis: abgegebene Stimmen 677, davon mit Ja 590, Nein 80, Enthaltungen 7.[53]

| Fraktion              | Mitglieder | Ja  | Nein | Enthaltungen | Nicht abgegebene Stimmen |
| --------------------- | ---------- | --- | ---- | ------------ | ------------------------ |
| SPD                   | 205        | 187 | 9    | 1            | 8                        |
| CDU/CSU               | 197        | 173 | 1    | 0            | 23                       |
| Bündnis 90/Die Grünen | 118        | 106 | 4    | 0            | 8                        |
| FDP                   | 92         | 88  | 0    | 0            | 4                        |
| AfD                   | 80         | 33  | 35   | 6            | 6                        |
| Die Linke             | 39         | 0   | 31   | 0            | 8                        |
| fraktionslos          | 4          | 3   | 0    | 0            | 1                        |

- Auch zu diesem Thema lagen mehrere schriftliche Erklärungen von Abgeordneten vor: sieben Abgeordnete von Bündnis 90/Die Grünen, acht Abgeordnete der SPD, zwei Abgeordnete der AfD und ein fraktionsloser Abgeordneter.[55]
- Zuvor waren ein Änderungsantrag der AfD und ein Entschließungsantrag der Fraktion Die Linke abgelehnt worden. Die Vorlage der AfD, die unter anderem eine Regelung zur Kontrolle des Sondervermögens gefordert hatte,[56] wurde – auf Anforderung der antragstellenden Fraktion – in namentlicher Abstimmung mit 606 gegen 74 bei 690 abgegebenen Stimmen abgelehnt.[57] In dem Antrag der Fraktion Die Linke wurde gefordert, die für das Sondervermögen vorgesehenen Mittel in Höhe von 100 Milliarden Euro für sozialpolitische, infrastrukturpolitische und klimapolitische Maßnahmen und Investitionen zur Verfügung zu stellen und für diese Zwecke zu binden.[58] Der Antrag wurde mit den Stimmen der Koalitionsfraktionen und der CDU/CSU gegen die Stimmen der Linken abgelehnt; die AfD enthielt sich.[59]

### Bundesrat
Die Länderkammer beriet in ihrer Sitzung vom 10. Juni 2022 die vom Bundestag zuvor beschlossenen Gesetze.
- Bei der Grundgesetzänderung handelt es sich um ein zustimmungsbedürftiges Gesetz. Hierfür ist nach Artikel 79 Absatz 2 Grundgesetz die Zustimmung von zwei Dritteln der Stimmen des Bundesrates erforderlich (46 Stimmen). Für die Grundgesetzänderung stimmten Baden-Württemberg, Bayern, Brandenburg, Hamburg, Hessen, Niedersachsen, Nordrhein-Westfalen, Rheinland-Pfalz, Saarland, Sachsen, Sachsen-Anhalt und Schleswig-Holstein; es enthielten sich Berlin, Bremen und Mecklenburg-Vorpommern und Thüringen. Damit wurde die erforderliche Mehrheit erreicht und das Gesetz verabschiedet.[60]
- Bei dem Errichtungsgesetz handelt es sich um ein Einspruchsgesetz, das keiner Zustimmung durch den Bundesrat bedurfte. Es lagen weder Ausschussempfehlungen noch Landesanträge auf Anrufung des Vermittlungsausschusses vor.[60]

### Veröffentlichung
- Das „Gesetz zur Änderung des Grundgesetzes (Artikel 87a)“ wurde am 30. Juni 2022 im Bundesgesetzblatt verkündet und trat am 1. Juli 2022 in Kraft.[61]
- Das „Gesetz zur Finanzierung der Bundeswehr und zur Errichtung eines 'Sondervermögens Bundeswehr' und zur Änderung der Bundeshaushaltsordnung“ wurde am 6. Juli 2022 im Bundesgesetzblatt verkündet und trat am 7. Juli 2022 in Kraft.[62]

## Mittelverwendung

### Wirtschaftspläne
Entsprechend den gesetzlichen Vorgaben sind alle Einnahmen und Ausgaben des Sondervermögens in einem Wirtschaftsplan zu veranschlagen. Dieser Plan muss in den Einnahmen und Ausgaben ausgeglichen sein. Ab dem Wirtschaftsjahr 2023 ist der Wirtschaftsplan dem Haushaltsgesetz als Anlage beizufügen.

#### Wirtschaftsplan 2022
Der Wirtschaftsplan 2022 wurde erstmalig zur Beratung des Haushaltsausschusses über das Errichtungsgesetz zum Sondervermögen am 1. Juni 2022 vorgelegt, vom Bundestag am 3. Juni 2022 und vom Bundesrat am 10. Juni 2022 verabschiedet. Gemeinsam mit dem Errichtungsgesetz wurde er am 6. Juli 2022 im Bundesgesetzblatt veröffentlicht.
Er enthält in den Ausgaben folgende Einzelpositionen (in Klammern: Verpflichtungsermächtigungen im Wirtschaftsplan 2022 für künftige Jahre):
- Gesamtausgabevolumen: 81,91 Milliarden Euro
- Wehrtechnische Forschung und Technologie: Soll 5 Millionen Euro (Verpflichtungsermächtigung: 422 Millionen Euro)
  - Forschung, Entwicklung und Künstliche Intelligenz
    - Land- und seegebundene robuste Navigation unter NAVWAR-Bedingungen (LaSeRoNN)
    - Mobile robuste Navigation unter NAVWAR-Bedingungen (MobiRoNN)
    - Überwachung und Sicherung großer Räume mittels KI
- Militärische Beschaffungen
  - Beschaffung von Bekleidung und persönlicher Ausrüstung: Soll 45 Millionen Euro (Verpflichtungsermächtigung:1,932 Milliarden Euro)
    - Sprechsätze mit Gehörschutz im Zusammenhang mit dem Gefechtshelm
    - Kampfschuhsystem Streitkräfte (KSS SK)
    - Nachtsichtgeräte
    - Infanterist der Zukunft (IDZ ES) VJTF-Standard

  - Beschaffung Dimension Führungsfähigkeit/Digitalisierung: Soll 10 Millionen Euro (Verpflichtungsermächtigung: 20,742 Milliarden Euro)
    - Digitalisierung landbasierter Operationen (DLBO)-Basic
    - DLBO (Battle Management System, Gefechtsstände, Funkgeräte)
    - Taktisches Wide Area Network (TAWAN), erster Anteil
    - Rechenzentrumsverbund
    - Satellitenkommunikation (SATCOMBw) Stufe 2 und 3
    - German Mission Network 1 (Vernetzung der Bw verlegefähig)
    - German Mission Network 2 (Erhalt der Führungsfähigkeit Marine)
    - Funkgeräte PRC-117G

  - Beschaffung Dimension Land: Soll 10 Millionen Euro (Verpflichtungsermächtigung: 16,6 Milliarden Euro)
    - Optionsauslösung konsolidierte Nachrüstung aller restlichen PUMA 1. Los
    - Nachfolge Schützenpanzer MARDER
    - Schwerer Waffenträger Infanterie
    - Nachfolge Überschneefahrzeuge BV 206
    - Nachfolge luftverlegbare Fahrzeuge / Luftlandeplattformen (DEU/NLD)
    - Nachfolge TPz Fuchs
    - Main Ground Combat System
    - Sanitätsausstattung (Role 2b geschützt hoch mobil, Luftlanderettungszentrum leicht, Luftlanderettungszentrum Spezialeinsatz)

  - Beschaffung Dimension See: Soll 10 Millionen Euro (Verpflichtungsermächtigung: 8,806 Milliarden Euro)
    - Braunschweig-Klasse
    - Niedersachsen-Klasse
    - Future Naval Strike Missile (FNSM)
    - U-Boot Flugabwehrflugkörper (IDAS)
    - Unterwasserortung (SONIX)
    - Mehrzweckkampfboote
    - Nachfolge Festrumpfschlauchboot (RHIB) 1010
    - U 212 CD

  - Beschaffung Dimension Luft: Soll 10 Millionen Euro (Verpflichtungsermächtigung: 33,408 Milliarden Euro)
    - Entwicklung und Kauf Eurofighter Typhoon ECR
    - Nachfolge Panavia Tornado, Anteil Beschaffung F-35 inkl. Bewaffnung
    - Beschaffung schwerer Transporthubschrauber
    - Leichter Unterstützungshubschrauber (LUH)
    - Bodengebundene Luftverteidigung (Nah- und Nächstbereich, Fähigkeitserhalt Patriot, Mittlere und große Reichweite)
    - Weltraumbasiertes Frühwarnsystem (TWISTER) EVF
    - Beschaffung weiterer Seefernaufklärer
    - Future Combat Air System (FCAS)
    - Bewaffnung HERON TP
    - Luftlageführungssysteme, diverse Radare
    - System Weltraumüberwachung und Lagezentrum mit Ausbaustufe 2

Nach Angaben des Bundesministeriums der Finanzen sei 2022 aus dem Sondervermögen noch kein Geld abgeflossen. Allerdings habe das Verteidigungsministerium Verträge für neue Rüstungsgüter im Umfang von mehr als 10 Milliarden Euro abgeschlossen.

#### Wirtschaftsplan 2023
Der Regierungsentwurf für den Wirtschaftsplan 2023 wurde als Anlage 1 zum Haushaltsgesetz 2023 am 6. September 2022 in erster Lesung im Bundestag beraten.
In seinem Bericht an den Haushaltsausschuss übte der Bundesrechnungshof ungewöhnlich scharfe Kritik an dem Entwurf. Die „hastigen Planungen“ seien – so Der Spiegel – „vom Rechnungshof zerpflückt“ worden. Der bemängelte vor allem:
- Die Struktur des Wirtschaftsplans entspreche „nicht den gesetzlichen Vorgaben“. Es werde nicht verbindlich festgelegt, „welche Vorhaben in welcher Höhe aus dem 'Sondervermögen Bundeswehr' finanziert werden sollen“. Damit könne das Verteidigungsministerium „Ausgaben und Verpflichtungsermächtigungen, die für ein Vorhaben vorgesehen sind, für andere Vorhaben verwenden“. Dies würde „die vollständige Finanzierung des Vorhabens, für das die Mittel vorgesehen waren, gefährden“.
- Die vorgesehenen Gesamtausgaben aller im Entwurf des Wirtschaftsplans eingeplanten Vorhaben würden den gesetzlich vorgegebenen Finanzrahmen von 100 Milliarden Euro überschreiten; dies sei unzulässig. Wörtlich heißt es: „Die Überplanung würde es dem BMVg (Anm.: Bundesverteidigungsministerium) ermöglichen, Verpflichtungen einzugehen, die es aus dem 'Sondervermögen Bundeswehr' später nicht bedienen kann. Zusätzliche Belastungen für den Bundeshaushalt wären die Folge.“

Das Verteidigungsministerium hatte daraufhin den Entwurf überarbeitet. Trotzdem stieß der Entwurf auch weiterhin auf Kritik des Bundesrechnungshofes. Die grundsätzlichen Bedenken seien dadurch nicht ausgeräumt worden.
Der Haushaltsausschuss nahm in seiner Sitzung vom 10./11. November 2022 (sogenannte „Bereinigungssitzung“) eine Vielzahl struktureller und inhaltlicher Änderungen an dem Entwurf vor. So wurden u. a. die Ausgaben um 86,5 Millionen Euro auf 8,41 Milliarden Euro gekürzt.
Der Bundestag verabschiedete am 25. November 2022 auf der Basis der Beschlussempfehlungen des Haushaltsausschusses in dritter Lesung in namentlicher Abstimmung das Haushaltsgesetz 2023 und damit auch den Wirtschaftsplan 2023 (abgegebene Stimmen: 662, davon Ja: 379, Nein: 283, keine Enthaltungen).
Er enthält in den Ausgaben folgende Einzelpositionen (in der Fassung der Beschlussempfehlungen des Haushaltsausschusses):
- Zinsen für Kreditaufnahmen am Geld- und Kapitalmarkt: (Soll: 278,356 Millionen Euro)
- Forschung Entwicklung und Künstliche Intelligenz (Verpflichtungsermächtigung: 407 Millionen Euro)
- Bekleidung und persönliche Ausrüstung
  - Beschaffung von Bekleidung und persönlicher Ausrüstung (Verpflichtungsermächtigung: 1,46 Milliarden Euro)
  - Sprechsätze mit Gehörschutz (Verpflichtungsermächtigung: 86 Millionen Euro)
  - Nachtsichtgeräte (BiV-Brille[73]) (Soll: 48,4 Millionen Euro; Verpflichtungsermächtigung: 21 Millionen Euro)
  - Kampfschuhsystem Streitkräfte (KSS SK) (Verpflichtungsermächtigung: 50 Millionen Euro)
- Dimension Führungsfähigkeit/Digitalisierung
  - Beschaffung Dimension Führungsfähigkeit/Digitalisierung (Soll: 38 Millionen Euro; Verpflichtungsermächtigung: 3,42 Milliarden Euro)
  - D-LBO (Anmerkung: Digitalisierung landbasierter Operationen) (Soll: 450 Millionen Euro; Verpflichtungsermächtigung: 8,552 Milliarden Euro)
  - SATCOMBw (Soll: 88 Millionen Euro; Verpflichtungsermächtigung: 2,686 Milliarden Euro)
  - Diverse Anteile D-LBO/ Krypto (Soll: 45 Millionen Euro; Verpflichtungsermächtigung: 257 Millionen Euro)
  - Diverse Anteile GMN (German Mission Network) (Soll: 110 Millionen Euro; Verpflichtungsermächtigung: 2,6 Milliarden Euro)
  - Satellitenkommunikation (Soll: 16 Millionen Euro; Verpflichtungsermächtigung: 1,984 Milliarden Euro)
- Dimension Land
  - Beschaffung Dimension Land (Soll: 37,884 Millionen Euro; Verpflichtungsermächtigung: 6,112 506 Milliarden Euro)
  - Schwerer Waffenträger Infanterie (Verpflichtungsermächtigung: 2 Milliarden Euro)
  - Nachfolge Überschneefahrzeug (Soll: 18,721 Millionen Euro; Verpflichtungsermächtigung: 1,18 Milliarden Euro)
  - Sanitätsausstattung (Soll: 183 Millionen Euro)
  - Schützenpanzer PUMA (Verpflichtungsermächtigung: 516 Millionen Euro)
  - Konsolidierte Nachrüstung PUMA 1. Los (Verpflichtungsermächtigung: 850,5 Millionen Euro)
  - Main Ground Combat System (Soll: 30 Millionen Euro; Verpflichtungsermächtigung: 1,12 Milliarden Euro)
- Dimension See
  - Beschaffung Dimension See (Soll: 31 Millionen Euro; Verpflichtungsermächtigung: 1,231 Milliarden Euro)
  - Korvetten Klasse 130 (Soll: 405 Millionen Euro; Verpflichtungsermächtigung: 66,4 Millionen Euro)
  - Fregatten Klasse 126 (Soll: 490 Millionen Euro; Verpflichtungsermächtigung: 400,6 Millionen Euro)
  - U-Boot Klasse 212 Common Design (Verpflichtungsermächtigung: 289 Millionen Euro)
  - NSM Block 1A (Soll: 37 Millionen Euro)
- Dimension Luft
  - Future Combat Air System (FCAS) (Soll: 478,49 Millionen Euro)
  - Beschaffung Dimension Luft (Soll: 2,340 541 Milliarden Euro; Verpflichtungsermächtigung: 7,725 Milliarden Euro)
  - Bodengebundene Luftverteidigung NNbS (Anmerkung: Nah- und Nächstbereichsschutz) TP1 (Anmerkung: Teilprojekt 1) (Verpflichtungsermächtigung: 1,279 Milliarden Euro)
  - PATRIOT Fähigkeitserhalt (Soll: 31 Millionen Euro; Verpflichtungsermächtigung: 1,169 Milliarden Euro)
  - C-130J (Kleine Fläche) (Soll: 286,385 Millionen Euro; Verpflichtungsermächtigung: 188 Millionen Euro)
  - Eurodrohne (Verpflichtungsermächtigung: 706,9 Millionen Euro)
  - PEGASUS (Soll: 309,402 Millionen Euro; Verpflichtungsermächtigung: 37,8 Millionen Euro)
  - P8A-POSEIDON (Soll: 200 Millionen Euro; Verpflichtungsermächtigung: 267 Millionen Euro)
  - HADR Nachfolgesystem (Verpflichtungsermächtigung: 15,7 Millionen Euro)
  - F-35 (Soll: 635,068 Millionen Euro; Verpflichtungsermächtigung: 8,814 932 Milliarden Euro)
  - Beschaffung Serie STH (Anmerkung: Schwerer Transporthubschrauber) (Soll: 261 Millionen Euro; Verpflichtungsermächtigung: 5,739 Milliarden Euro)
  - ARROW 3 (Verpflichtungsermächtigung: 3 Milliarden Euro)
  - Große Neu-, Um- und Erweiterungsbauten für F-35 (Soll: 25 Millionen Euro; Verpflichtungsermächtigung: 525 Millionen Euro)

### Finanzplan
Das Bundesfinanzministerium bezeichnet damit die von der Bundesregierung beschlossene fünfjährige Finanzplanung. In ihm sollen „die vorgesehenen Ausgaben- und Investitionsschwerpunkte erläutert“ werden.
Der „Finanzplan des Bundes 2022 bis 2026“ enthält in Bezug auf das Sondervermögen Bundeswehr neben allgemeinen Aussagen lediglich folgende Angabe: „Für das Jahr 2023 sieht der Wirtschaftsplan des Sondervermögens Ausgaben in Höhe von rd. 8,5 Mrd. € vor.“
Auf eine schriftliche Frage des CDU-Abgeordneten Ingo Gädechens nach einem detaillierteren Finanzplan verwies der Parlamentarische Staatssekretär des Verteidigungsministerium, Thomas Hitschler, darauf, dass die exakten Zahlen „über den gegenwärtigen Entwurf der als GEHEIM eingestuften Erläuterungsblätter zum Entwurf des Wirtschaftsplans 2023 des SVermBw ersichtlich“ seien.
Der Bundestag hat den „Finanzplan 2022–2026“ der Bundesregierung in seiner Sitzung vom 25. November 2022 zur Kenntnis genommen.

### Mittelfreigaben
Das Errichtungsgetz sieht ausdrücklich vor, dass „Verträge über Beschaffungsmaßnahmen und Entwicklungsvorhaben sowie Betreiberverträge, die ein Finanzvolumen von 25 Millionen Euro überschreiten, […] dem Haushaltsausschuss des Deutschen Bundestages zur Billigung vorzulegen“ sind.
Alle Beratungen hierzu fanden in nichtöffentlichen Sitzungen statt.
Die erste Mittelfreigabe in diesem Rahmen erfolgt durch den Haushaltsausschuss am 14. Dezember 2022. In der Sitzung wurden insgesamt vier dieser sogenannten 25-Millionen-Euro-Vorlagen mit explizitem Bezug auf eine Finanzierung aus dem Sondervermögen gebilligt:
- Beschaffung von 35 Waffensystemen F-35A mit einem operationellen Erstbedarf an Bewaffnung über Foreign Military Sales (FMS)-Verfahren
- Rüstungsprogramm Digitalisierung Landbasierte Operationen (D-LBO): Abruf von Unterstützungsleistungen des BWI
- Änderungsvertrag und Neufassung über die von einem militärischen Funkübertragungssystem („Führungsfunksystem“) im Rüstungsprogramm Digitalisierung Landbasierte Operationen (D-LBO)
- Beschaffung von 476 Führungsmittelausstattungen für 14 Zugsysteme Infanterist der Zukunft – erweitertes System im Konstruktionsstand VJTF – inklusive einer Option für das Jahr 2023.

Drei weitere ebenfalls gebilligte Vorlagen werden aus dem Kernaushalt des Verteidigungsministeriums (Einzelplan 14) finanziert (Beschaffung System Sturmgewehr Bundeswehr – Anteil Basiswaffe; Beschaffungsvorhaben: Überschneefahrzeug Neue Generation/Collaborative All-Terrain Vehicle (CATV) in Kooperation mit dem Königreich Schweden und dem Vereinigten Königreich Großbritannien und Nordirland; Optionsausübung konsolidierte Nachrüstung Schützenpanzer PUMA).
Den Gesamtumfang der damit bewilligten Beschaffungen bezifferte das Verteidigungsministerium auf 13 Milliarden Euro.
Weitere Mittel in Höhe von 40 Millionen Euro gab der Haushaltsausschuss in seiner am 25. Januar 2023 frei. Genehmigt wurde die Beschaffung von acht mobilen sanitätsdienstlichen Einrichtungen (Gesamtsysteme Luftlanderettungszentrum, leicht (LLRZ, le) inklusive medizinische Geräteausstattung zu Regenerationszwecken). Sie sollen 2024 der Bundeswehr vollständig zur Verfügung stehen. Je nach Bedarf können im Rahmen einer Option zu einem späteren Zeitpunkt bis zu acht weitere Sanitätseinrichtungen in Auftrag gegeben werden.
In der Sitzung am 8. Februar 2023 wurden insgesamt 52,8 Millionen Euro für den weiteren Regelflugbetrieb der Bundeswehrsatelliten COMSATBw1 und 2 freigegeben. „Der Vertrag mit der Airbus Defence and Space aus dem Jahr 2006, der aktuell nur noch bis zum 31. Dezember 2023 läuft, sieht eine Verlängerungsoption bis zum 31. Dezember 2028 vor.“
Zustimmung erhielt die Beschaffung von 3.000 Handfunkgeräten und 500 Funkgeräte für Fahrzeuge im Umfang von 33,2 Millionen Euro (inklusive Zubehör und Lizenzen) in der Sitzung vom 1. März 2023. Das Verteidigungsministerium teilte hierzu mit, dies sei der erste verbindliche Auftrag auf der Basis eines Rahmenvertrags über den Kauf von insgesamt 15.227 Digitalfunkgeräten, dem der Haushaltsausschuss bereits am 30. November 2022 zugestimmt habe. Die Lieferung der Funkgeräte aus der Bestellung solle bis Ende 2024 abgeschlossen sein. Die Funkgeräte seien Teil des Rüstungsprogramms „Digitalisierung Landbasierte Operationen (D-LBO)“.

### Gremium Sondervermögen
Mit dem Errichtungsgesetz wurde auch die Einsetzung eines Gremiums „Sondervermögen“ als zusätzliches Kontrollgremium innerhalb des Haushaltsausschusses beschlossen.
Das Gremium wird für die Dauer einer Wahlperiode bestimmt und besteht aus Mitgliedern des Haushaltsausschusses. Das Verteidigungsministerium ist verpflichtet, dieses Gremium über alle Fragen des Sondervermögens zu unterrichten.
Auf Antrag der Fraktionen von SPD, Bündnis 90/Die Grünen, FDP und CDU/CSU wurde das Kontrollgremium durch den Bundestag in seiner Sitzung vom 22. September 2022 formell eingesetzt. Der Antrag wurde gegen die Stimmen der Linken ohne Enthaltungen angenommen. Gleichzeitig wurde festgelegt, dass das Gremium aus 13 Mitgliedern besteht.
In der gleichen Sitzung wurden die ersten Gremiumsmitglieder gewählt:
- vier Mitglieder der SPD (Wiebke Esdar, Wolfgang Hellmich, Torsten Rudolph, Andreas Schwarz);
- drei Mitglieder der CDU/CSU (Reinhard Brandl, Ingo Gädechens, Christian Haase);
- zwei Mitglieder von Bündnis 90/Die Grünen (Sebastian Schäfer, Sara Nanni);
- zwei Mitglieder der FDP (Karsten Klein, Thorsten Lieb).

Der Wahlvorschlag der Fraktion der Linken (Gesine Lötzsch) erhielt erst im dritten Anlauf in der Bundestagssitzung vom 10. November 2022 die erforderliche Stimmenmehrheit, nachdem ein Vorstoß in der Sitzung vom 13. Oktober 2022 ebenfalls scheiterte.
Der Wahlvorschlag der AfD (Michael Espendiller) erhielt weder im ersten noch im zweiten Durchlauf die notwendige Stimmenmehrheit. Der Sitz ist bis heute unbesetzt.
In seiner konstituierenden Sitzung am 8. November 2022 wurden Wiebke Esdar (SPD) zur Vorsitzenden und Sebastian Schäfer (Bündnis 90/Die Grünen) zum stellvertretenden Vorsitzenden gewählt.

### Rüstungsbericht
Zur Schaffung von „Transparenz, Klarheit und Planungssicherheit im Rüstungsbereich“ wurde 2014 ein sogenanntes „Rüstungsboard“ beim Bundesministerium für Verteidigung eingerichtet. Das Gremium tagt halbjährlich; ihm gehören der jeweilige Verteidigungsminister, alle Staatssekretäre sowie betroffene Abteilungsleiter mit Schnittstellen zum Bereich Rüstung an. Im Anschluss an die Sitzungen des Rüstungsboards informiert das Ministerium den Verteidigungs- und den Haushaltsausschuss des Bundestages in einem „Berichte des Bundesministeriums der Verteidigung zu Rüstungsangelegenheiten“ über die Lage in relevanten Projekten des Rüstungswesens.
Der letzte (16.) Bericht erschien mit Redaktionsschluss 31. Oktober 2022. Er umfasst einen „offenen“ Teil 1 und einen „VS-Nur für den Dienstgebrauch“ eingestuften Teil 2. Der geheime zweite Teil soll „dem besonderen Informationsbedürfnis des Parlaments“ Rechnung tragen und „die Schutzwürdigkeit spezifischer Informationen des Verteidigungssektors“ berücksichtigen.
Die Aussagen in Teil 1 des Berichts in Bezug auf das Sondervermögen Bundeswehr beziehen sich vor allem auf Fragen der Planung und Kontrolle:
- Als einzige konkrete Beschaffungsmaßnahme werden die Nachtsichtbrillen genannt. Durch die Mittel des Sondervermögens sei „die vereinbarte Option über weitere 20.000 […] Nachtsichtbrillen ausgelöst und eine vorgezogene Lieferung ab dem dritten Quartal 2022 vereinbart“ worden. Allerdings müssten noch weitere rund 16.000 Brillen dieser Art bestellt werden, um den Bedarf der Bundeswehr abzudecken.[99]
- Am 10. Oktober 2022 habe zum sechsten Mal der sogenannte „Strategische Industriedialog“ (ein Gesprächskreis zwischen der Leitung des Verteidigungsministeriums und Spitzenvertretern der Rüstungswirtschaft, koordiniert durch den Bundesverband der Deutschen Sicherheits- und Verteidigungsindustrie (BDSV)) stattgefunden. Folgende Themen seien u. a. erörtert worden: „Lieferketten- und Rohstoffsicherheit, Industriekapazitäten, Umsetzung des Sondervermögens Bundeswehr und Industriebeteiligungen sowie Aspekte der Sicherheit der Finanzierung der Unternehmen der Sicherheits- und Verteidigungsindustrie“.[100]
- Besonders hervorgehoben wird die Notwendigkeit von „strategischem Fähigkeits- und konsequentem Forderungscontrolling“. Darüber hinaus müssten die „finanzplanerischen Vorhalte“ eigenhalten werden.[101] Hierfür seien „auf Grundlage des militärischen Ratschlags des Generalinspekteurs der Bundeswehr sechs Vorhaben ganz bzw. teilweise in einem Teil II der Geheimen Erläuterungsblätter des Sondervermögens Bundeswehr ausgebracht“[102] worden. Zu diesen Geheimen Erläuterungsblättern wird in einem Bericht des Wissenschaftlichen Dienstes des Bundestages ausgeführt, das sie vom Bundesministerium der Finanzen an die Geheimschutzstelle des Bundestages übersandt würden. Eine Einsichtnahme sei den Mitgliedern des Haushaltsausschusses, des Verteidigungsausschusses sowie des Bundesrechnungshofes möglich.[103]

Bemängelt wurde in der Berichterstattung der Medien zu dem Bericht u. a.: „Statt die Bundeswehr schnell kampffähig zu machen, ist bei vielen der im Rüstungsbericht zu findenden und seit Jahren geplanten Großprojekte der Vermerk, dass sie aus dem Sondervermögen finanziert werden sollen.“ Derartige Umschichtungen vom Kernhaushalt des Verteidigungsministeriums (Einzelplan 14) in das Sondervermögen wurden dem Bericht zufolge bei folgenden Projekten vorgenommen:
- Schwerer Transporthubschrauber
- Eurofighter
- PEGASUS (SLWÜA) (Persistent German Airborne Surveillance System; Signalerfassende Luftgestützte Weiträumige Überwachung und Aufklärung)
- Korvette Klasse 130 2. Los
- U-Boot Klasse 212 Common Design
- Fregatte Klasse 126
- Schützenpanzer Puma
- Eurodrohne
- Main Ground Combat System
- Future Combat Air System[105]

Allgemein wird darauf hingweisen, dass viele der Prestigeanschaffungen deutlich teurer würden und sich in der Auslieferung verzögerten.
Im Bericht selbst wird angegeben, dass die zeitliche Verzögerung im Mittel bei 27 Monaten gegenüber der ersten parlamentarischen Befassung und sechs Monaten gegenüber den aktuellen Verträgen liege. Auf die folgenden Neuanschaffungen wartet demnach die Bundeswehr besonders lange:
- Transportflugzeug A400M mit dem Schutzsystem DIRCM: Verspätung um 162 Monate
- Das Kampfflugzeug Eurofighter mit dem Radarsystem AESA: Verspätung um 44 Monate
- Das Kriegsschiff Korvette K130: Verspätung um 34 Monate
- Das Überwachungs- und Aufklärungsflugzeug PEGASUS: Verspätung um 20 Monate
- Die unbemannte Eurodrohne European MALE RPAS: Verspätung um zehn Monate
- Der Transporthubschrauber NH90 NTH: Verspätung um vier Monate

Darüber hinaus rechnet das Bundesverteidigungsministerium mit Mehrausgaben in Höhe von rund 12 Milliarden Euro. Als Gründe werden vor allem sogenannte „Preiseskalationen“ (7,7 Milliarden Euro) und Änderungswünsche an der Standardausstattung („Leistungsverbesserungen und Leistungsänderungen“; 2,6 Milliarden Euro) angegeben. An anderer Stelle heißt es: „Die aktuellen Rahmenbedingungen, wie begrenzte Produktionskapazitäten, instabile Lieferketten, international hohe Nachfrage bei begrenztem Angebot, die hohe Inflation und die spürbaren Wechselkursveränderungen, wirken sich nachteilig auf die Beschaffung von Rüstungsgütern aus.“
Der Rüstungsbericht enthält detaillierte Ausführungen zu folgenden Waffensystemen:
- NATO-Hubschrauber NH90 TTH
- NATO-Hubschrauber NH90 NTH Sea Lion
- NATO-Hubschrauber NH90 MRFH
- Kampfhubschrauber Tiger
- Schwerer Transporthubschrauber
- Eurofighter (einschließlich Radarsystem AESA)
- Tornado
- Transportflugzeug A400M
- Pegasus (SLWÜA)
- C-130J Super Hercules
- Korvette Klasse 130 2.Los
- U-Boot Klasse 212 Common Design
- Fregatte Klasse 125
- Fregatte Klasse 126
- Schützenpanzer Puma
- Eurodrohne
- Taktisches Luftverteidigungssystem
- Main Ground Combat System
- Future Combat Air System (FCAS).

### Ausgaben
Nach Angaben des Bundesministeriums der Finanzen vom 13. Januar 2023 sind im Jahr 2022 keine Mittel aus dem Sondervermögen Bundeswehr ausgegeben worden. Allerdings seien „zehn Verträge (davon ein Wirkungsvertrag ab dem 1. Januar 2023) mit einem Gesamtvolumen von rund 10.061 Mio.Euro geschlossen“ worden.
In der Regierungspressekonferenz vom 22. Februar 2023 erklärte der Sprecher des Bundesverteidigungsministeriums, Arne Collatz, das bisher insgesamt 30 Milliarden Euro vertraglich gebunden seien. Auf die Frage, wie viel davon schon ausgegeben wurde, verwies der Sprecher auf Regularien und Gesetze, an die man gebunden sei. Man dürfe erst zahlen, wenn die Leistung auch erbracht wurde. Es müsse dabei im Blick behalten werden, das es hierbei um neue und nicht um eingeführte Rüstungsprojekte gehe, „wo es definitiv auch etwas schneller gehen könnte“. Diese Mittel seien geplant für folgende Projekte: vollzogene Vollausstattung der Bekleidung, die Bewaffnung von Drohnen, Beschaffung des Kampfflugzeuges F-35A und die Beschaffung des schweren Transporthubschraubers. Außerdem seien noch Vertragsabschlüsse mit einem Auftragsvolumen von 10 Milliarden Euro zusätzlich aus dem Verteidigungsetat im Bundeshaushalt (Einzelplan 14) zu benennen.

### Verplanung des restlichen Sondervermögens 2024
Bis Ende 2024 waren schließlich alle Mittel des Sondervermögens gebunden. Ein großer Teil des Geldes war bereits vor allem 2023 für eine übersichtliche Anzahl besonders teurer Geräte, Waffensysteme und Raketen ausgegeben worden. Der Bundestag billigte der Bundeswehr für 2024 aus dem Sondervermögen 20 Milliarden Euro für 85 Vorhaben. Somit war das 2022 eingerichtete Sondervermögen zur Bewältigung der sicherheitspolitischen Zeitenwende in Höhe von 100 Milliarden Euro zu einem überwiegenden Teil investiert.
- "Für die Marine: Zwei weitere Fregatten der Klasse 126 (insgesamt sechs Schiffe), Beschaffung vier weiterer U-Boote U212CD, Startschuss für die Beschaffung von Fregatten der Klasse 127, Entwicklung der Lenkflugkörper See/Luft (IDAS)."
- "Für das Heer: 105 Kampfpanzer Leopard 2 A8 vor allem für die Brigade Litauen, Raketenartillerie mit dem Waffensystem PULS, Schwerer Waffenträger Infanterie, Digitalisierung Landbasierter Operationen (D-LBODigitalisierung Landbasierte Operationen), Entwicklung des neuen Flugabwehrpanzers."
- "Für die Luftwaffe: Nachbeschaffung von PatriotPhased Array Tracking Radar to Intercept on Target-Luftverteidigungssystemen sowie die weitere Beschaffung PatriotPhased Array Tracking Radar to Intercept on Target-Lenkflugkörper, IRIS-T Lebensdauerverlängerung."
- "Für den Cyberbereich: die Bereitstellung von Rechenzentrumskapazitäten und cloudbasierter Infrastruktur."
- "Für den Unterstützungsbereich: die Beschaffung von weiteren geschützten und ungeschützten Fahrzeugen, Wechselladesystemen und Regeneration Modulare Sanitätseinrichtungen."

## Debatte
Diskussionen um das Sondervermögen gab es sowohl im parlamentarischen als auch im außerparlamentarischen Raum.
Zum Diskurs im parlamentarischen Raum siehe Abschnitt „Mittelbewilligung“.

### Mittelerhöhung
Bereits während des Gesetzgebungsverfahrens zum Sondervermögen wurden Forderungen nach Aufstockung der Mittel, mindestens aber Verstetigung der Ausgaben auf dem neuen Niveau laut.
- Am 27. April 2022 – zwei Monate nach Bekanntwerden des 100-Milliarden-Programms – mahnte der Vorsitzende des Deutschen Bundeswehrverbandes, André Wüstner, „auch nach dem Auslaufen des Sondervermögens müsse der Ausbau von Material und Infrastruktur der Bundeswehr und die Aufstockung von Personal weiterhin finanziert werden“.[117] Am 29. Juni 2022 wiederholte er in einem Interview des ZDF-Morgenmagazins seine Aussage, das Sondervermögen sei für die Bundeswehr nicht ausreichend.[118] Am 15. September 2022 forderte er im ARD-Morgenmagazin, der Verteidigungsetat solle für die kommende Legislaturperiode „75 Milliarden Euro plus“ betragen. Wörtlich sagte er: „Ansonsten brauchen wir gar nicht erst anfangen.“[119]
- In einem Kurzbericht des Instituts der deutschen Wirtschaft vom 5. Dezember 2022 vertreten Hubertus Bardt und Klaus-Heiner Röhl die Auffassung, dass „eine reale Verstetigung des Verteidigungsetats – also eine nominale Steigerung um mindestens 5 Prozent pro Jahr – vor Nutzung des Sondervermögens geboten“ erscheine, um die Finanzierungsprobleme der Bundeswehr zu beheben. Auch das Zwei-Prozent-Ziel der NATO würde allenfalls 2024 und 2025 erreicht. „Bei Abrechnung der beschlossenen und geplanten Großbeschaffungen erst mit Zulauf ab 2026 wird die Zielmarke allerdings voraussichtlich in keinem Jahr erreicht, sondern die Verteidigungsausgaben dürften auf maximal circa 1,7 Prozent der Wirtschaftsleistung begrenzt bleiben“, heißt es in der Studie.[120]
- Auch der ehemalige militärpolitische Berater von Kanzlerin Angela Merkel, Erich Vad, unterstrich schon frühzeitig, dass das Sondervermögen zur Ertüchtigung der Bundeswehr nicht ausreiche. „Die vielfach zu hörende Meinung, mit der Beschlussfassung über das Bundeswehr-Sondervermögen von 100 Milliarden Euro habe die deutsche Sicherheits- und Verteidigungsindustrie für die nächsten Jahre ‚ausgesorgt‘, greift zu kurz, denn im Gegenzug ist die Industrie als Partner der Bundeswehr in hohem Maße gefordert“, sagte er dem RedaktionsNetzwerk Deutschland (RND) am 22. Mai 2022.[121]
- Zur gleichen Zeit machte auch der stellvertretende Bundesvorsitzende der FDP, Johannes Vogel deutlich, dass Deutschland auf Dauer deutlich höhere Verteidigungsausgaben brauche. In der laufenden Bundestags-Legislaturperiode werde zwar mit den 100 Milliarden Euro plus den vorgesehenen Haushaltsansätzen das Zwei-Prozent-Ziel der NATO erfüllt. „Wenn wir die Lücken geschlossen haben, dürfen wir auf keinen Fall ins alte Muster der Unterfinanzierung zurückfallen und dadurch neue Lücken aufreißen“, sagte Vogel, der auch erster Parlamentarischer Geschäftsführer der FDP-Bundestagsfraktion ist.[122]
- Die Wehrbeauftragte des Deutschen Bundestages, Eva Högl (SPD), brachte in einem Interview mit der Frankfurter Allgemeinen Sonntagszeitung (FAS) vom 13. Januar 2023 eine deutliche Aufstockung des Bundeswehr-Sondervermögens von 100 auf 300 Milliarden Euro ins Gespräch. Auf die Frage, ob das derzeitige Sondervermögen für die Bundeswehr reiche, sagte Högl: „Wir erheben keine eigenen Zahlen, aber von Expertinnen und Experten sowie aus der Truppe höre ich: Man bräuchte 300 Milliarden Euro, um in der Bundeswehr signifikant etwas zu verändern. Das scheint mir nicht aus der Luft gegriffen zu sein.“[123] Im Zusammenhang mit der Diskussion um die Wiedereinführung einer Wehrpflicht wiederholte Högl ihre Forderung nach „einem dauerhaft ausreichend ausgestatteten Verteidigungsetat“. Högl wörtlich: „Es braucht einen Gleichklang zwischen genügend Material, Personal und einer modernen Infrastruktur.“[124] Gegenüber dem RedaktionsNetzwerk Deutschland unterstrich Högl am 20. Februar 2023, über das Sondervermögen hinaus müsse der Verteidigungsetat auf jeden Fall um 10 Milliarden Euro erhöht werden.[125]
- Acht Tage nach seiner Vereidigung zum neuen Verteidigungsminister[126] forderte Boris Pistorius (SPD) in einem Interview mit der Süddeutschen Zeitung (SZ) vom 27. Januar 2023 ebenfalls deutlich mehr Geld für die Bundeswehr: „Die 100 Milliarden werden nicht reichen“, sagte er mit Blick auf das Sondervermögen. Auch den regulären Verteidigungsetat in Höhe von derzeit jährlich etwa 50 Milliarden Euro hält der Nachfolger der zurückgetretenen Christine Lambrecht (SPD) auf Dauer für zu wenig. „Ich gehe nicht davon aus, dass das reicht“, sagte Pistorius der SZ.[127]
- Unterstützung hierfür erhielt Pistorius vom stellvertretenden Vorsitzenden der CDU/CSU-Bundestagsfraktion, Mathias Middelberg, in einem Interview mit dem Tagesspiegel vom 29. Januar 2023: „Pistorius‘ Feststellung, der reguläre Verteidigungsetat müsse aufgestockt werden, ist unbedingt zu begrüßen“, sagte der auch für Haushalt, Finanzen und Kommunalpolitik zuständige Fraktions-Vize. Middelberg knüpfte seine Unterstützung allerdings daran, dass dafür an anderer Stelle im Haushalt Kürzungen vorgenommen werden müssten.[128]
- Bereits am 22. Oktober 2022 hatte der Vorstandsvorsitzende des deutschen Rüstungskonzerns Rheinmetall AG, Armin Papperger, in einem Interview mit der Zeitschrift Wirtschaftswoche die Meinung geäußert, das Sondervermögen sei „am Ende eine Anschubfinanzierung“.[129] Wenn die Bundeswehr ihre Aufgaben auf Dauer erfüllen solle, brauche sie „darüber hinaus nachhaltig einen höheren Etat, der um deutlich mehr als die Inflationsrate steigt“.[129] In einem weiteren Interview mit der Zeitschrift Stern vom 26. Januar 2023 meinte er auf die Frage, ob das Sondervermögen ausreiche: „Für eine voll ausgestattete Bundeswehr brauchen wir 300 bis 400 Milliarden Euro, gestreckt auf die nächsten zehn Jahre.“[130] Dies sei das Geld, das in den letzten drei Jahren als Friedensdividende eingespart worden sei. Das Sondervermögen selbst sei „in drei, vier Jahren aufgebraucht, danach werden wir mit einem Verteidigungsbudget, wie es heute ist, nicht mehr in der Lage sein, die Bundeswehr zu betreiben“,[130] führte der Konzernvorsitzende weiter aus. Eine Aufstockung des Wehretats, unabhängig vom Sondervermögen Bundeswehr, forderte Papperger auch in einem Interview mit der Nachrichtenagentur Reuters am 28. Januar 2023: „Die 51 Milliarden Euro im Einzelplan 14 werden nicht reichen, um alles beschaffen zu können. Und die 100 Milliarden sind bereits verplant und teils schon durch die Inflation aufgezehrt.“[131]
- Auch der Konzernchef des Rüstungsunternehmens Krauss-Maffei Wegmann, Ralf Ketzel, unterstrich in einem Interview des Münchner Merkur vom 27. Januar 2023, das das Zwei-Prozent-Ziel der NATO für eine Modernisierung der Bundeswehr benötigt würde. Nur so könne die Grundlage für eine kontinuierliche Beschaffung sichergestellt und Preissteigerungen und Inflation ausgeglichen werden. „Mit den Milliarden aus dem Sondervermögen wird dieses Problem jedenfalls nicht gelöst“, sagte Ketzel.[132]
- Gegenüber der Deutschen Presse-Agentur (dpa) sagte der Inspekteur der Marine, Jan Christian Kaack, am 4. Februar 2023, die Bundeswehr könne ihre Aufgaben langfristig nur mit einer deutlichen Aufstockung des Verteidigungsetats bewältigen. „Kommt die Erhöhung des Verteidigungshaushalts nicht, dann war das Sondervermögen eine «Palliativmaßnahme»“.[133] Nur das Sondervermögen und eine Erhöhung des Etats ergäben ein Gesamtbild für das angestrebte Zwei-Prozent-Ziel der NATO.
- Im Rahmen der Etatverhandlungen für den Haushaltsplan 2024 hat das Verteidigungsministerium nach Medieninformationen vom 10. Februar 2023[134][135] 10 Milliarden Euro zusätzlich gefordert. Damit würde der Verteidigungsetat auf rund 60 Milliarden Euro steigen. Bei dieser Höhe solle es auch in den kommenden Jahren bleiben. Zur Begründung habe das Ministerium auf fehlende Munition, Tariferhöhungen im öffentlichen Dienst und das Zwei-Prozent-Ziel der NATO verwiesen.
- Wenn die Ukraine den Krieg mit Russland verlieren würde, hätte das „dramatische Folgen“ für Europas Sicherheit, meinte der Vorsitzende des Auswärtigen Ausschusses des Bundestages, Michael Roth (SPD), in einem Interview mit der Zeitung Die Welt am 12. Februar 2023. „In diesem Fall würden wir uns nicht mehr über 100 Milliarden Euro oder das Zwei-Prozent-Ziel unterhalten, sondern müssten dauerhaft deutlich höhere Beträge in die Verteidigung investieren“.[136] Ob am Ende zwei oder drei Prozent des Bruttoinlandproduktes für die Verteidigung ausgegeben werden müsse, könne man heute noch nicht sagen.
- In einem Interview mit Inforadio rbb 24 am 14. Februar 2023 plädierte der Militärexperte der Stiftung Wissenschaft und Politik (SWP), Wolfgang Richter, dafür, sich nicht an bestimmten Zahlen festzuhalten. Maßstab müsse die Erfüllung militärischer Fähigkeiten sein. „Das mag mal etwas mehr kosten, mal etwas weniger“, so Richter.[137]
- Der SPD-Vorsitzende Lars Klingbeil gab am 14. Februar 2023 der Forderung nach Erhöhung des Verteidigungsetats Rückendeckung. „Das hat meine Unterstützung“, sagte Klingbeil gegenüber der Deutschen Presse-Agentur (dpa).[138]
- Auch der Leiter der Münchner Sicherheitskonferenz, Christoph Heusgen, plädierte dafür, die Forderungen nach Erhöhung des Wehretats ernst zu nehmen und durchzusetzen. „Wir haben eine Zeitenwende, und Putin steht vor der Tür“, sagte er laut Handelsblatt vom 14. Februar 2023.[138] In einem Interview mit der Wochenzeitschrift stern vom 2. Februar 2023 hatte er bereits zuvor deutlich gemacht, die Verteidigungsausgaben „wirklich massiv zu erhöhen“. Heusgen wörtlich: „Tut Deutschland das nicht, steuern wir, was unsere Sicherheit angeht, auf sehr schwierige Zeiten zu.“[139]
- Gegenüber dem Tagesspiegel vom 15. Februar 2023 äußerte der ehemalige Leiter der Münchner Sicherheitskonferenz, Wolfgang Ischinger, die Ansicht, das Sondervermögen reiche „bei weitem nicht, um die Bundeswehr modern, digital und schlagkräftig auszustatten“.[140]
- In der gleichen Ausgabe meinte der Brüsseler Büroleiter des Thinktanks Globsec, Roland Freudenstein, höhere Verteidigungsausgaben sollten „seit 2022 selbstverständlich sein“.[140]
- Am Rande eines Treffens der NATO sagte Bundesverteidigungsminister Pistorius am 15. Februar 2023 unter Bezugnahme auf eine entsprechende Diskussion unter den NATO-Mitgliedstaaten nach Anhebung des Zwei-Prozent-Ziels, er teile die Einschätzung, dass Ausgaben in Höhe von zwei Prozent des Bruttoinlandsprodukts künftig die Untergrenze sein sollten.[141] „Sich allein dem Zwei-Prozent-Ziel annähern zu wollen, wird nicht reichen“, unterstrich er. „Das muss die Basis sein für alles Weitere.“[142]
- Die Vorsitzende des Verteidigungsausschusses im Bundestag, Marie-Agnes Strack-Zimmermann (FDP), sagte Pistorius Rückendeckung für seinen Vorstoß zu. „Der Minister hat unsere volle Unterstützung“, erklärte sie der Tageszeitung Rheinische Post am 15. Februar 2023. „Aber zuerst sollte er dafür Sorge tragen, dass das Sondervermögen zügig und effektiv abgearbeitet wird.“[143]
- Der Generalinspekteur der Bundeswehr, Eberhard Zorn, unterstrich in einem Interview mit der Tageszeitung Die Welt vom 15. Februar 2023, der Verteidigungsetat müsse „linear wachsen“. „Ich würde mir jetzt einen kontinuierlichen Anstieg wünschen, weil uns nur das Planungssicherheit gibt“, meinte der ranghöchste Soldat der Bundeswehr.[144]
- Der CDU-Politiker und Oberst a. D. Roderich Kiesewetter vertrat gegenüber der Rheinischen Post vom 15. Februar 2023 die Ansicht, „dass das Zwei-Prozent-Ziel überholt ist und nur noch eine Untergrenze sein kann.“ Auch das Sondervermögen würde nicht ausreichen. Auch hier müsse es „eher in Richtung 300 Milliarden“ gehen.[145]
- In seiner Rede anlässlich der Münchner Sicherheitskonferenz unterstrich Bundeskanzler Scholz am 17. Februar 2023 seine Zusage zur Einhaltung des Zwei-Prozent-Ziels der NATO. Wörtlich erklärte er: „Deutschland wird seine Verteidigungsausgaben dauerhaft auf zwei Prozent des Bruttoinlandsprodukts anheben.“[146] Beobachter der Konferenz sahen in dieser Formulierung eine Veränderung gegenüber der Zeitenwende-Rede vom 27. Februar 2022. Damals sagte Scholz: „Wir werden von nun an Jahr für Jahr mehr als 2 Prozent des Bruttoinlandsprodukts in unsere Verteidigung investieren.“[147] Ob die von Scholz auf der Münchner Sicherheitskonferenz benutzte Formulierung absichtlich oder unabsichtlich von der Formulierung in der Zeitenwende-Rede abwich, sei unklar. „Zwischen beiden Formulierungen liegen aber Summen von mehreren Milliarden Euro, die mehr oder weniger in den Wehretat fließen würden, weshalb eine exakte konsistente Linie hier nicht unerheblich ist“, heißt es in der Fachzeitschrift Europäische Sicherheit & Technik dazu.[148]
- Auf derselben Veranstaltung betonte Verteidigungsminister Pistorius noch einmal seine Absicht, die NATO-Fähigkeitsziele bis 2025 erreichen zu wollen. Er bekenne sich „klar zum Zwei-Prozent-Ziel“. „Ich werde hart daran arbeiten, dieses überfällige Ziel endlich zu erfüllen“, versicherte er.[149]
- Der Vorsitzende der Münchner Sicherheitskonferenz, Christoph Heusgen, forderte in seiner Bilanz zum Abschluss des Treffens am 19. Februar 2023 „höhere europäische und deutsche Verteidigungsausgaben“. „Wir müssen die Fähigkeiten haben, die Ukraine zu unterstützen, aber auch unsere eigene Verteidigung auszubauen“, sagte Heusgen nach Angaben der Wochenzeitung Die Zeit.[150]
- Der SPD-Haushaltspolitker Andreas Schwarz sprach sich gegenüber der Süddeutschen Zeitung vom 20. Februar 2023 für eine Erhöhung des Etats um zehn Milliarden Euro aus. Er begründete dies damit, dass Ausgaben für Munition, Ausbildung, Instandsetzung, aber auch Inflationskosten nicht im Sondervermögen enthalten seien.[151]
- Der Vorsitzende des Verteidigungsausschusses, Henning Otte, vertrat laut Handelsblatt vom 21. Februar 2023 die Auffassung, Teile der SPD und der Grünen hätten „auch ein Jahr nach Kriegsbeginn den Ernst der Lage nicht verstanden“. Er warf der Koalition vor, sich in „Profilierungsgehabe“ zu ergehen, statt dringend notwendige Entscheidungen zu treffen.[152]
- Nach Einschätzung des Inspekteur des Heeres der Bundeswehr, Alfons Mais, werde das Sondervermögen nicht für eine Vollausstattung der Bundeswehr ausreichen. Laut Deutscher-Presse Agentur (dpa) vom 26. Februar 2023 sagt er, das neben dem Ersatz von Material, das an die Ukraine abgegeben oder schon geliefert wurde, der „materielle Aufwuchs in Richtung Vollausstattung“ wichtig sei.[153]
- In der ARD-Sendung Bericht aus Bonn vom 26. Februar 2023 bekräftigte Verteidigungsminister Pistorius seine Auffassung, dass die Bundeswehr mehr Mittel brauche. Militärische Notwendigkeiten dürften allerdings nicht ausgespielt werden gegen wichtige soziale Projekte. Er nannte in diesem Zusammenhang eine Aufstockung von zehn Milliarden Euro für den Wehretat. Wo die Mittel herkommen sollen, müsse mit dem Finanzministerium verhandelt werden.[154]
- Auf einer Veranstaltung der SPD-Bundestagsfraktion zum Thema „Zeitenwende“ am 27. Februar 2023[155] vertrat Pistorius die Auffassung, dass Deutschland derzeit über keine Streitkräfte verfüge, die bei einem offenen Angriffskrieg verteidigungsfähig wären. Sanktionen allein reichten nicht, um Russland abzuschrecken. Vielmehr sei viel Geld für neue Waffen nötig.[156]
- Der Vorsitzende des Haushaltsausschusses im Bundestag, Helge Braun (CDU), forderte am 28. Februar 2023 in einem Interview mit dem Fernsehsender Phoenix ebenfalls mehr Geld für die Verteidigung und eine klare Priorisierung von Ausgaben für die Bundeswehr. Er empfahl eine Mittelerhöhung von derzeit 50 auf 70 Milliarden Euro. Darüber hinaus erklärte er, der Haushaltsausschuss sei aufgeschlossen für Regeländerungen, die es ermöglichen, das Geld schneller zur Verfügung zu stellen.[157]

Kritik an den Forderungen nach Mittelerhöung wurde von verschiedenen Seiten geäußert:
- Eine vorsichtige Absage an die Forderung der Wehrbeauftragten nach Erhöhung des Sondervermögens von 100 auf 300 Milliarden Euro erteilte Bundesfinanzminister Lindner in einem Interview mit der Allgemeinen Zeitung (Mainz) vom 29. Januar 2023: „Das war zu diesem Zeitpunkt nötig, weil sehr schnell Versäumnisse von mehr als einem Jahrzehnt aufgeholt werden mussten. Das wäre in den laufenden Haushalten unter den Bedingungen der Schuldenbremse in den nächsten Jahren nicht möglich gewesen.“ Weiter betonte Lindner: „Mit den Notlagenkrediten kann man nicht allgemeine Koalitionsvorhaben, oder was politisch wünschenswert ist, finanzieren. Sie sind beschränkt auf Krisenintervention“.[158]
- Der Präsident des Bundes der Steuerzahler (BdSt), Reiner Holznagel, verwies in einer Presseinformation vom 12. Januar 2023 auf die Folgen von Sondervermögen für die Staatsverschuldung. Auch die ausgelagerten Haushalte seien „in Wirklichkeit zusätzliche Schulden“ und würden „die Staatsverschuldung kräftig steigen lassen“.[159]
- Forderungen von Verteidigungsminister Pistorius vom 10. Februar 2023 nach Erhöhung des Verteidigungsetats um 10 Milliarden Euro jährlich habe das Finanzministerium nach Informationen des Spiegel dahingehend beantwortet, „dass zunächst die Mittel aus dem Sondervermögen von 100 Milliarden Euro ausgegeben werden sollen“.[134] Nach Angaben des Rundfunksender BR 24 habe es aus dem Finanzministerium zudem auch geheißen, „dass es bei Ausgaben in Höhe von zwei Prozent des Bruttoinlandsproduktes sehr schwierig werden könnte, gleichzeitig das im Koalitionsvertrag vereinbarte Ziel für die Unterstützung von Entwicklungsländern zu erfüllen“.[160] Dort war vereinbart worden, mindestans 0,7 Prozent des BIP für öffentlich Entwicklungshilfe auszugeben.[161] Vor allem den Grünen sei das bis zuletzt sehr wichtig gewesen.
- In einem Schreiben von Bundesfinanzminister Christian Lindner an Bundeswirtschaftsminister Robert Habeck vom 15. Februar 2023, stellte Lindner unter ausdrücklichem Hinweis auf die Schuldenbremse fest, dass politische Vorhaben des Koalitionsvertrages „verfassungsrechtlich nachrangig gegenüber der Einhaltung des Grundgesetzes“ seien. Von Habeck angeregte „Einnahmeverbesserungen“ lehnte er gleichzeitig mit dem Hinweis darauf ab, dass „Steuererhöhungen oder sonstige strukturelle Mehrbelastungen für die Bürgerinnen und Bürger oder die Wirtschaft vom Koalitionsvertrag ausgeschlossen“ seien.[162]
- Auf Anfrage der Rheinischen Post (15. Februar 2023) äußerte sich die Vorsitzende der Fraktion Die Linke im Bundestag, Amira Mohamed Ali, strikt ablehnend gegenüber Forderungen nach Mittelerhöhungen: „Zunächst stimmt es nicht, dass die Bundeswehr zu wenig Geld hat, der Wehretat wurde über die Jahre massiv erhöht.“ Die Mängel lägen größtenteils am katastrophal schlechten Management. „Schon das Zwei-Prozent-Ziel ist Teil einer unverantwortlichen Hochrüstungspolitik, drei Prozent ist einfach nur Irrsinn“, sagte die Fraktionschefin.[145]
- Laut einer Umfrage des Marktforschungsunternehmens Kantar Group im Auftrag von Greenpeace, die am 16. Februar 2023 veröffentlicht wurde, lehnte eine knappe Mehrheit der Befragten eine Erhöhung des Verteidigungsetats ab. Auf die Frage, ob die Bundeswehr zusätzlich zu den regulären Haushaltsmitteln und dem Sondervermögen weitere 200 Milliarden Euro erhalten sollten, sagten 43 Prozent Ja, aber 48 Nein (weiß nicht, keine Angaben: 8 Prozent). Weder für eine Erhöhung der Mittel über Schulden noch über Steuererhöhungen gab es demnach eine Mehrheit.[163]
- Greenpeace selber wandte sich in diesem Zusammenhang gegen eine Mittelaufstockung: „Zum einen ist unklar, warum eine Armee, die mit einem Budget von über 50 Milliarden Euro jährlich mehr Geld zur Verfügung hat als die allermeisten anderen Armeen der Welt, nicht in der Lage ist, ihren Auftrag zu Verteidigung des Landes zu erfüllen. Zum anderen wird dieses Geld sonst für andere wichtige Bereiche fehlen wie Klimaschutz und Soziales“, hieß es dazu.[163]
- Der zum linken Flügel der SPD gezählte Außenpolitiker Ralf Stegner setzte sich nach Angaben des Tagesspiegel vom 17. Februar 2023 für gleiche Zuwächse der Mittel für Diplomatie und Entwicklungszusammenarbeit wie für Verteidigung ein: „Wir haben das Sondervermögen für die Bundeswehr beschlossen, das war auch notwendig“, sagte er. „Es kann darüber hinaus keine Entkoppelung der Ausgaben für die Bundeswehr von jenen für Diplomatie und Entwicklungszusammenarbeit geben.“[164] Gegenüber der Rheinischen Post (1. Februar 2023) unterstrich Stegner, dass man sorgfältig und ergebnisoffen im Bundestag darüber beraten werde, wie hoch der Verteidigungsetat ausfallen werde. „Da spielen dann auch noch andere wichtige Herausforderungen wie der klimaneutrale Umbau der Industrie, der soziale Zusammenhalt und Zukunftsinvestitionen eine große Rolle.“[145]
- Auf die Forderung von Verteidigungsminister Pistorius (SPD) nach Erhöhung des Verteidigungsetats reagierte die Bundesvorsitzende der SPD, Saskia Esken, zurückhaltend. „Ich habe immer infrage gestellt, ob die Kopplung der Verteidigungsausgaben ans Bruttoinlandsprodukt der richtige Weg ist“, sagte sie in einem Interview mit der Frankfurter Allgemeinen Zeitung am 19. Februar 2023. Wichtiger sei es, zu erklären, was zu den zwei Prozent gezählt werde. Nach ihrer Ansicht gehörten dazu auch Ausgaben für den Zivil- und Katastrophenschutz sowie die Abwehr von Cyberangriffen oder Desinformationskampagnen. Für einen nachhaltigen Frieden werde mehr benötigt als die bloße Abwesenheit von Krieg. „Deshalb sehen wir in der SPD auch die Entwicklungszusammenarbeit als Teil unserer Politik für Sicherheit“, betonte Esken. Unter Hinweis auf die von der FDP geforderte Einhaltung der Schuldenbremse erklärte sie: „Es ist jetzt wichtig, dass das Beschaffungswesen im Verteidigungsministerium dazu befähigt wird, dieses Geld zielgerichtet einzusetzen. Dann sprechen wir weiter.“[165]
- Der ebenfalls dem linken SPD-Parteiflügel zugerechnete Bundestagsabgeordnete Sebastian Roloff unterstrich gegenüber der Süddeutschen Zeitung vom 20. Februar 2023: „In diesen Haushaltszeiten muss jede Ausgabe mit Augenmaß getätigt werden - das wird gerade überall deutlich und wir dürfen den Bedarf in anderen Bereichen nicht ignorieren.“[151]
- Der Bundesvorsitzende von Bündnis 90/Die Grünen, Omid Nouripour, lehnte eine Aufstockung des Verteidigungsetats nicht grundsätzlich ab, knüpfte dies aber an Bedingungen. „Wir sind nicht dagegen“, sagte er am 21. Februar 2023 im ZDF-Morgenmagazin. „Erst wissen, wofür wir Geld ausgeben – erst wissen, in welche Strukturen das ausgegeben wird. Dann können wir uns natürlich auch über die Geldsumme unterhalten.“ Nouripour forderte, dass Gelder, die ausgegeben werden, auch bei der Truppe ankommen und nicht in „merkwürdigen Projekten versinken, die am Ende keinen Sinn machen, nicht mehr Sicherheit bringen, aber Geld verbrennen“.[166]
- Gegenüber dem Handelsblatt machte die stellvertretende Vorsitzende der Bundestagsfraktion Bündnis 90/Die Grünen, Agnieszka Brugger, am 21. Februar 2023 deutlich: „Anstatt die ewig gleiche Debatte zum Zwei-Prozent-Ziel in Dauerschleife zu wiederholen, muss es darum gehen, gemeinsam Wege zu finden, wie alle Bereiche der internationalen Politik ausreichend finanziert werden können.“ Sie verwies in diesem Zusammenhang auf die Notwendigkeit humanitärer Hilfe für die Erdbebenopfer in der Türkei und Syrien sowie auf die Finanzierung der Auswirkungen der Klimakrise.[152]
- Das Zwei-Prozent-Ziel sei ein Symbol, das sie in seiner Pauschalität für fragwürdig halte, meinte die Vorsitzende der Jungsozialisten, Jessica Rosenthal, in einem Interview mit dem Nachrichtensender N-tv am 26. Februar 2023. Andere NATO-Staaten würden auch Ausgaben für Cybersicherheit und Bevölkerungsschutz dazu zählen. Ihrer Ansicht nach müsse aber auch die Entwicklungszusammenarbeit ein wesentlicher Baustein einer Sicherheitsarchitektur sein. In die Entwicklungshilfe müsse deshalb genauso viel Geld fließen, wie in die Verteidigung. Dieses Geld helfe, Krisen zu verhindern.[167]
- Auch der Bundestagsabgeordnete von Bündnis 90/Die Grünen und Mitglied im Auswärtigen Ausschuss, Jürgen Trittin, äußerte sich zurückhaltend gegenüber Forderungen nach einer Mittelerhöhung. In einem Interview mit dem Radiosender RB 24 vom 27. Februar 2023 sagte Trittin, man müsse zwar für Sicherheit viel Geld ausgeben. Dies gelte aber nicht nur für das Militär, sondern auch für Entwicklungshilfe und humanitäre Hilfe. Mit Blick auf Äußerungen von FDP-Finanzminister Lindner betonte der Außenpolitiker, er halte sehr viel davon, sich nicht übermäßig zu verschulden. Möglicherweise müsse man andere Finanzquellen zulassen.[168]